# Вујин
Вујин српско је презиме. Значајни људи са презименом су:
- Звонимир Вујин (1943–2019), боксер
- Марко Вујин (1984), рукометаш